# Aprifrontalia mascula
Espèce
Synonymes
- Erigone mascula Karsch, 1879

Aprifrontalia mascula est une espèce d'araignées aranéomorphes de la famille des Linyphiidae.

## Distribution
Cette espèce se rencontre à Taïwan, en Corée du Sud, au Japon et en Russie.

## Publication originale
- Karsch, 1879 : Baustoffe zu einer Spinnenfauna von Japan. Verhandlungen des naturhistorischen Vereins der preussischen Rheinlande und Westfalens, vol. 36, p. 57-105.